# Палантин

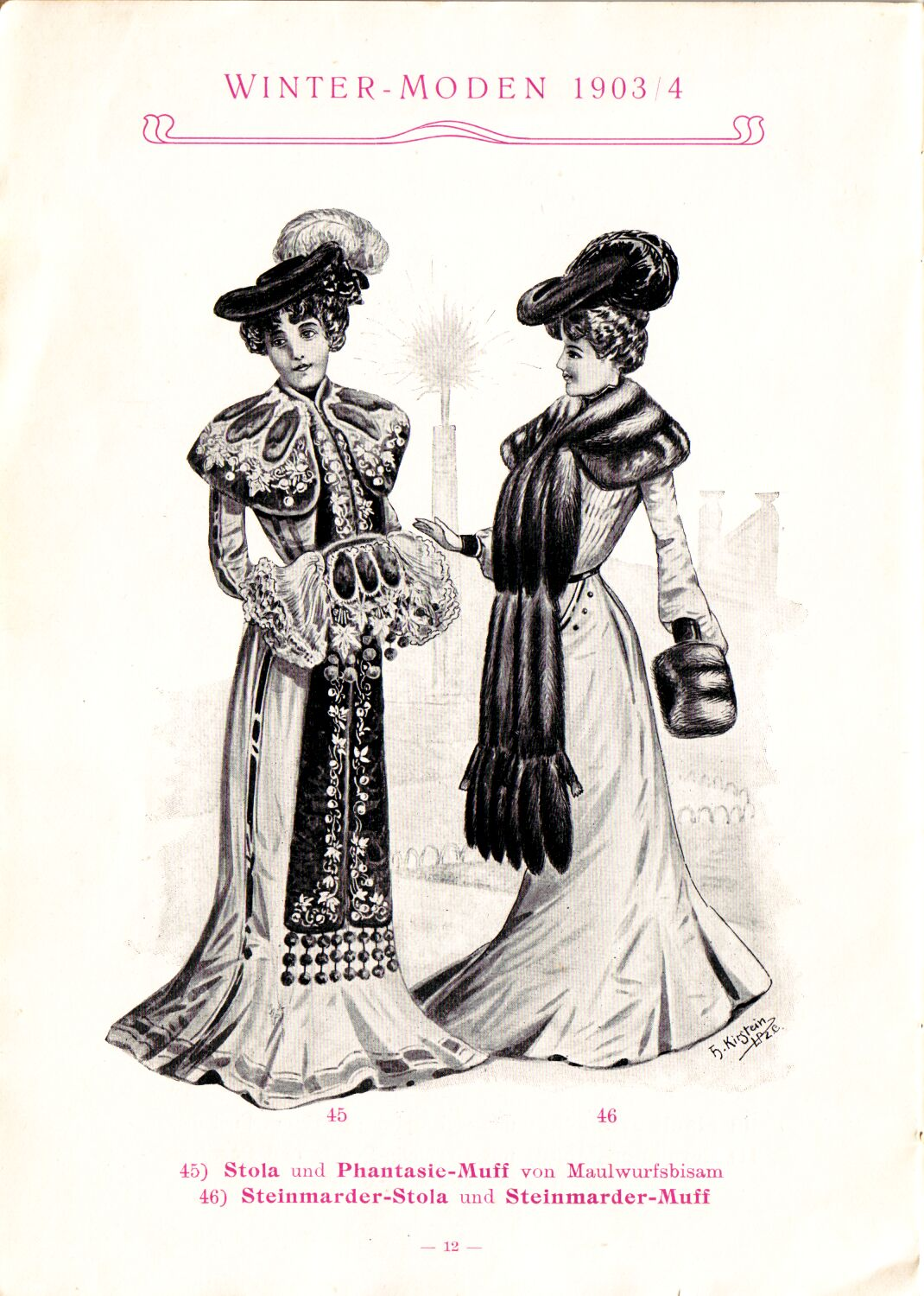
Палантин і муфта з кротячого хутра. Мода зими 1903 року в Німеччини

Паланти́н (фр. palantine) — хутряна або оброблена хутром жіноча накидка прямокутної форми й різної довжини — від розмірів коміра до дуже великого шарфа. У Західній Європі цей одяг з'явився після 1676 року, коли дружина курфюрста Пфальца (англ. Palatinate; фр. Palatinat) першою продемонструвала елегантний спосіб захищатися від холоду за допомогою невеликого покривала із соболиних шкірок.